# Melanolophia distracta
Melanolophia distracta är en fjärilsart som beskrevs av Robert W. Poole 1970. Melanolophia distracta ingår i släktet Melanolophia och familjen mätare. Inga underarter finns listade i Catalogue of Life.